# Algeriets herrlandslag i handboll
Algeriets handbollslandslag representerar Algeriet i handboll på herrsidan.
Algeriet deltog i sitt första VM 1974, och har sedan även spelat VM 1982, 1986, 1990, 1995, 1997, 1999, 2001, 2003, 2005, 2009, 2011, 2013, 2015, 2021 och 2023. Algeriets bästa VM-placeringen är en 13:de plats från VM 2001 i Frankrike.